# Drenovci (Serbia)
Drenovci (cyr. Дреновци) – wieś w Serbii, w okręgu zlatiborskim, w gminie Kosjerić. W 2011 roku liczyła 357 mieszkańców.